# Болезнь Бильшовского — Янского
Боле́знь Бильшо́вского — Янско́го (англ. Late infantile neuronal ceroid lipofuscinoses (LINCL), Jansky-Bielschowsky disease) — поздняя инфантильная (детская) форма восковидного липофусциноза нейронов, которая развивается на фоне дефицита лизосомного фермента трипептидил-пептидазы-1. Относится к группе лизосомных болезней накопления.

## Эпоним
Болезнь (идиотия амавротическая детская поздняя) получила название в честь немецкого морфолога Макса Бильшовского и чешского врача Яна Янского (англ. Jan Janský).

## Наследование

Аутосомно-рецессивный механизм наследования болезни Бильшовского — Янского: оба родителя являются носителями дефектного гена (помечен красным кружочком). По законам Менделя 50 % детей станут носителями (как их родители), 25 % родятся генетически здоровыми и в 25 % случаев — больными.

Заболевание наследуется по аутосомно-рецессивному типу и, таким образом, с одинаковой частотой встречается как у мужчин, так и у женщин.
Аутосомно-рецессивный тип наследования на практике означает, что дефектный ген расположен на одной из двух аллельных аутосом. Заболевание клинически манифестирует только в случае, когда обе аутосомы, полученные по одной от отца и матери, являются дефектными по данному гену. Как и во всех случаях аутосомно-рецессивного наследования, если оба родителя несут дефектный ген, то вероятность наследования болезни у потомства составляет 1 из 4. Таким образом, в среднем на одного больного ребёнка в такой семье приходится три без клинических признаков проявлений генной болезни. На схеме синим цветом обозначены здоровые, фиолетовым — носители дефектного гена, красным — болезнь Бильшовского — Янского (два дефектных гена одной аллели 11q15.5). Синим кружочком помечен нормальный ген, красным — дефектный.

## Патогенез
Генетический дефект локуса 11q15.5 хромосомы (ген TPP1) ведёт к дефициту трипептидил-пептидазы-1 — одного из ферментов лизосом. В свою очередь дефект этого фермента вызывает прогрессирующее накопление пигмента липофусцина, которое со временем может стать причиной необратимого поражения нейронов, печени, мышц и стать причиной смертельного исхода.

## Клиническая картина
Детская форма амавротической идиотии клинически проявляется в возрасте между 2 и 4 годами жизни. Типичными ранними признаками являются потеря мышечной координации — прогрессирующая мозжечковая атаксия и судорожные припадки на фоне прогрессирующей умственной деградации, хотя умеренная задержка речевого развития может наблюдаться задолго до развития других симптомов. Кроме того, заболевание характеризуется нистагмом, миоклонией, спастическими парезами, гиперакузией, слепотой, утратой двигательных и речевых навыков.

## Прогноз
Эта форма быстро прогрессирует и заканчивается смертью в возрасте между 8 и 12 годами жизни ребёнка.